# RTL2
« Maxximum » redirige ici. Pour l’article homophone, voir Maximum.
Pour les articles homonymes, voir RTL2 (homonymie).
RTL2, initialement 'Maxximum' de 1989 à 1992 et M40 puis RTL1 de 1992 à 1995, est une station de radio privée nationale française de catégories C et D. Depuis le 1er octobre 2017, RTL2 fait partie du pôle de radios francophones du groupe M6, filiale du groupe allemand RTL Group. Son réseau de radiodiffusion comprend la station de radio FM nationale et de 17 antennes locales, lesquelles disposent d'un décrochage quotidien. Le format de cette radio est musical, orienté pop-rock.

## Historique

### De Aventure FM à RTL1 (1987-1995)
Aventure FM était une radio locale parisienne appartenant à l'armée créée en 1987 et émettant sur la bande FM sur 105.9 MHz. La station est rachetée au début de l'année 1989 par la puissante Compagnie Luxembourgeoise de Télédiffusion (CLT) qui a pour ambition de concurrencer les grandes radios destinées aux jeunes, telles NRJ, Skyrock ou Fun Radio. 
Progressivement, la couleur musicale évolue avec la programmation de musiques électroniques d'avant-garde (house, acid house, new beat et techno) de la fin des années 1980 accompagnées de quelques morceaux new wave et ou synthpop cultes ayant marqué les années 1980.
Fin octobre 1989, Aventure FM change de nom pour prendre celui de Maxximum et devient alors la radio branchée du moment. Joachim Garraud est à la production musicale, Laurent Garnier déambule dans les couloirs comme visiteur et obtient une émission le samedi soir ; les animateurs s'appellent Fred Rister, Mickaël Bourgeois, Pat Angeli, Éric Madelon, Hervé « Cocto » Laubeuf, Fabrice Revault ou encore Eddy Gronfier. 
Avec un budget communication important, la CLT réussit à prendre des parts de marché aux autres stations en quelques mois. Signant un partenariat avec Rage Age, Maxximum devient organisateur de rave parties en France et les diffuse en direct à l'antenne.
Le 6 janvier 1992 à minuit (début des émissions), le réseau Maxximum fusionne avec le réseau Metropolys pour donner naissance à M40. Les principaux actionnaires de la radio sont alors Prisa qui détient 48,05 % du capital et la CLT (Groupe Radio Télévision Luxembourg) détenant 35,75 %. Axel Duroux est nommé directeur de la station M40 en 1994.
À la fin de 1994, le groupe Prisa souhaitant se désengager du marché radiophonique français met en vente ses parts du capital du réseau M40. La CLT, qui a déjà racheté Fun Radio, se porte acquéreur. Pour ce faire, elle souhaite profiter d'un assouplissement du seuil anti-concentration des médias. Sa volonté est de contrôler totalement la station M40 et de la reformater, afin de cibler les 25-45 ans. Mais le Conseil supérieur de l'audiovisuel (CSA) refuse le rachat au motif de la défense du pluralisme, étant donné que le groupe possède déjà deux réseaux radiophoniques, RTL et Fun Radio. Sans autorisation préalable, la CLT rebaptise le réseau M40 en RTL1 le 18 janvier 1995, et adopte un nouveau format « music and news ». Le CSA lui adresse alors une mise en demeure d'en revenir à la dénomination autorisée puis engage le 23 janvier une procédure d'urgence auprès du Conseil d'État. D'autre part, le groupe Lagardère, propriétaire d'Europe 1, adresse à son tour une plainte auprès des « sages », trouvant le nom RTL1 trop proche du sien.
Dans un souci « d'apaisement », la station reprend le nom de M40, mais diffuse un programme non identifié où le nom M40 n'est prononcé que quatre fois par heure (deux fois deux) entre les publicités et les décrochages régionaux.
Le 21 novembre 2019, une soirée anniversaire sur les 30 ans de la défunte radio Maxximum, au Rex Club à Paris est organisée par Joachim Garraud, Fabrice Revault, Hervé « Cocto » Laubeuf, Pat Angeli et Éric Madelon en partenariat avec Radio FG en la mémoire de Fred Rister décédé quelques mois auparavant, et dont les profits sont versés à l’association A.R.Tu.R (Association pour la Recherche sur les Tumeurs et les cancers du Rein).
À la fin de cette même année, la marque Maxximum est rachetée par le groupe Radio FG. Maxximum devient alors une radio numérique consacrée à la musique électronique underground et ou d'avant-garde, comme à son origine sur la bande FM autour de l'animateur et journaliste historique de Radio FG, Patrick Rognant.

### RTL2 (depuis 1995)
Le 7 mars 1995, le CSA autorise la station à prendre le nom de RTL 2. La CLT passe de 37,5 à 48,5 % du capital de la radio, et en devient l'actionnaire majoritaire.
Dominique Duforest, ancien animateur d'NRJ, est le directeur d'antenne de RTL 2. À ses débuts, sa programmation se compose d'environ 40% de chansons françaises et 20% de « nouveaux talents ». Les programmes musicaux sont entrecoupées de flashs d'informations et de différentes chroniques (cinéma, théâtre, littérature, etc).
En juillet 1995, l'actionnaire Prisa vend définitivement ses parts à des financiers.
À partir de 1995, RTL2 se positionne en une radio grand public diffusant une programmation à tendance pop et rock. Un nouveau logo fait son apparition. En septembre, elle gagne trois points d'audience et multiplie son chiffre d'affaires par trois. Elle lance le "journal des stars" présenté par Charlotte Pozzi avec les interviews et reportages de Didier Audebert qui intervient également sur les rendez-vous de l'information et des week-ends spéciaux et qui couvre les grands événements et partenariats de l'antenne (Festival de Cannes, Festival de Deauville, Roland Garros, "Les Enfoirés", "Les victoires de la musique", etc.).
Axel Duroux, à l'origine de la transformation de RTL2, quitte la présidence le 31 janvier 2000 pour rejoindre Endemol. L'intérim est assuré par Stéphane Duhamel, jusqu'à l'arrivée de Jean-Baptiste Jouy le 20 avril 2000.
L'animateur et producteur Francis Zégut arrive en 2001 avec l'émission Pop-Rock Station. En 2002, l'animateur Alexandre Devoise rejoint RTL2. Il anime la matinale de la radio musicale durant quatre saisons.
Après Benjamin Castaldi, une nouvelle matinale s'installe à la rentrée 2007 : Le Grand Morning, animée par Stéfan Caza et Alessandra Sublet.
En juin 2008, RTL2 connaît une vague de départs avec les non-renouvellements de Julien Haultcoeur, Cyril Keller, Alexandra Dayan et les départs d'Alessandra Sublet, Sébastien Folin et Stéfan Caza. Christophe Nicolas et Agathe Lecaron sont recrutés à la matinale. Entre le 31 août 2008 et le 2 mai 2010, l'émission Pop-Rock Station devient hebdomadaire.
En février 2014, RTL2 prévoit de s'implanter au Luxembourg[réf. nécessaire], mais l'ALIA (Autorité Luxembourgeoise Indépendante de l’Audiovisuel) l'a interdit.
La radio recrute à la rentrée 2016 Éric Jean-Jean, déjà animateur sur RTL pour son émission musicale Le Drive RTL2. Il succède à Grégory Ascher qui prend la tête de la matinale en remplacement de Christophe Nicolas.
En août 2017, il est annoncé que RTL2 devrait prochainement lancer une antenne locale sur sa fréquence toulousaine, le CSA ayant donné son aval en juin 2017, pour permettre ainsi un décrochage local dans la programmation sur Toulouse. La précédente autorisation de décrochage local, pour RTL 2, a été donnée sur Le Mans en avril 2012.
Elle doit faire face à une chute de son audience sur la vague novembre / décembre 2017 mais remonte à 4,2 % d'audience cumulée l'année suivante.
Le 6 mars 2020, RTL2 célèbre ses 25 ans avec une journée consacrée aux années 1990.
À partir du 28 septembre 2020, RTL2 diffuse sa matinale Le Double Expresso sur W9 de 7 heures à 9 heures.
Le 19 octobre 2020, à l'annonce de la mise en place d'un couvre-feu territorialisé, la station propose RTL2 Part En Live : un grand concert Pop-Rock, toute la semaine à 22h. L'émission revient pour une seconde saison, du 30 août 2021 au 26 janvier 2022[pertinence contestée].

## Identité de la station

### Siège
Le 19 janvier 2018, RTL2 s'installe dans ses nouveaux studios au 56 avenue Charles de Gaulle à Neuilly-sur-Seine,.

### Capital
RTL2 appartient à 100 % au groupe M6, filiale à 48,9 % de RTL Group.

### Logos

Logo d'Aventure FM de décembre 1987 à octobre au 22 octobre 1989.
Logo de Radio Maxximum du 23 octobre 1989 au 5 janvier 1992.
Premier logo de M40 du 6 janvier 1992 au 18 janvier 1995.
Logo de RTL1 du 18 janvier au 7 mars 1995.
Logo de RTL2 du 7 mars 1995 au 6 janvier 1997.
Logo de RTL2 depuis le 6 janvier 1997[réf. nécessaire].
Logo flat design du site internet d'RTL2 en 2015.
Logo de Radio Maxximum en digital repris par Radio FG en 2020.

### Slogans
- « La nouvelle musique à son Maxximum » (23 octobre 1989)[32] ;
- « M40, la radio qui repeint la FM » (6 janvier 1992)[33] ;
- « La musique qui rythme l'info, l'info qui rythme la musique » (Du 18 janvier 1995 - sur RTL1 puis RTL2 - jusqu'en 1997) ;
- « Ce n'est pas de la radio, c'est de la musique » (À partir de 1997[34]) ;
- « Le son Soft Rock » (1997 à 2001)
- « Le son Pop-Rock » (Depuis 2001), puis « La radio Pop-Rock » (depuis le 5 septembre 2018[réf. souhaitée]) ;

### Voix d'antenne
- 1994 : Stéphane Linéros
- 1995-1998 : Michel Montana et Solange Du Part
- 1998-actuellement : Patrick Kuban et Corine Versini

### Stations locales
RTL2 dispose de 17 stations locales dans toute la France. Elles décrochent du national pour diffuser des flashs d'information pendant la matinale ainsi que l'après-midi entre 12h et 16h.
Les locales situées dans la moitié nord du pays sont édités par la SARL Média Stratégie, celles dans la moitié sud sont édités par la SARL FM Graffiti. En revanche, quelques locales sont des franchisées indépendantes de ces 2 sociétés, c'est le cas pour les stations RTL2 dans les Alpes.
Certaines stations locales cohabitent avec celles de Fun Radio, l’autre station musicale du groupe M6.
Le 30 juin 2020, la locale RTL2 Niort cesse ses émissions et laisse la place au programme national. Quelques mois plus tard en août 2020, c'est au tour de RTL2 Le Mans de disparaître.

## Équipes dirigeantes
- juin 1994 - 21 janvier 2000[37] : Axel Duroux
- 22 janvier 2000 - 20 avril 2000 : Stéphane Duhamel (par ailleurs PDG de RTL, double direction provisoire)[38]
- 20 avril 2000[18] - juillet 2001 : Jean-Baptiste Jouy
- septembre 2001[39] - 16 juin 2005[40] : Olivier Jacobs[41]
- juin 2005[41] - 2007 : Claude Sertorio / Sam Zniber
- 2007 - 31 août 2014 : Jérôme Fouqueray[42]
- 1er septembre 2014 - 4 avril 2025 : Tristan Jurgensen
- depuis le 5 avril 2025 : Frédéric de Vincelles

## Équipes à l'antenne

### Historique des départs et des arrivées
- Le 29 juin 2017, Arnaud Tsamere a décidé de ne pas signer pour une nouvelle saison de la matinale de RTL2[43].
- Le 14 décembre 2018, Kévin Ollivier a fait sa dernière émission et est parti pour de nouvelles fonctions au sein du pôle radio du Groupe M6.
- Le 1er septembre 2019, Gaëtan Roussel revient sur RTL2 pour reprendre son émission Clap Hands absente de la grille depuis deux ans[44].

### Quelques animateurs
- Grégory Ascher
- Justine Salmon[45]
- Carole Vega
- Christian Allaert
- Johann Roques
- Marie-Pierre Schembri
- Margaux Lassalle
- Brice Boitelle
- Pascal Atenza
- Mike Premmereur
- Philippe Manoeuvre
- Angélique Robert
- Lionel Guillaume
- Robin Grimaldi
- Oriane Doro
- Jean-Phillipe Magne
- Pascal Langlois
- Christophe Mercier
- Loran
- David Stepanoff
- Julien Loeki
- Waxx
- Francis Zégut

## Audience
|      | Janvier - Février - Mars | Avril - Mai - Juin | Juillet - Août | Septembre - Octobre | Novembre - Décembre | Moyenne annuelle cumulée/ PDA |
| ---- | ------------------------ | ------------------ | -------------- | ------------------- | ------------------- | ----------------------------- |
| 2005 | NC                       | NC                 | NC             | 4,8 %               | NC                  | NC                            |
| 2006 | 4,5 %                    | 4,5 %              | NC             | 4,8 %               | 4,8 %               | NC                            |
| 2007 | 4,8 %                    | 4,8 %              | NC             | 5,1 %               | 4,9 %               | NC                            |
|      |                          |                    |                |                     |                     |                               |
| 2018 | 2 391 / 2,9 %            | 2 312 / 3,1 %      | 2 500          | 2 317 / 2,8 %       | NC                  | NC                            |
| 2019 | 2 500 / 2,9 %            | À venir            | À venir        | À venir             | À venir             | À venir                       |
| 2020 |                          |                    | 2 170          | 2 389 / 3,1 %       |                     |                               |